# Грудна жлезда
Тимус или грудна жлезда је орган смештен у предњем, горњем делу грудног коша односно медијастинума. Тимус је централни орган лимфатичног система. Код новорођенчета и деце је добро развијен, док после пубертета долази до његове инволуције и претварања у масно тело.

## Облик и грађа
Код новорођенчета и деце је светлоружичасте боје, добро развијен и масе око 15 грама. Тимус је најактивнији око 3 године живота и стално се повећава до пубертета, када достиже максималну величину (али не и функцију). Тада је сивожуте боје и мекане конзистенције. Дужина тимуса је тада око 5-6, ширина 3-4 cm, маса око 35-40 грама. После пубертета почиње лагана разградња функционалног ткива грудне жлезде, које замењује масно ткиво (лат. Corpus adiposum thymicum). Некад је ткиво тимуса очувано и у одмаклом животу (лат. Thymus persistens).
Тимус се састоји из 2 режња јајастог облика, од којих је обично десни режањ већи. У средини су режњеви спојеним мостом тимусног ткива. Сваки режањ је обавијен чауром (лат. capsula thymi) и састављен је од великог броја малих режњева који су међусобно раздвојени преградама везивног ткива. Режњић је грађен као лимфатични орган. Његов периферни део је кора и у њој се налазе густо збијени Т-лимфоцити. Средишњи део режњића је срж. Она је богата крвним судовима и везивним ткивом. У сржи се налазе специфична Хасалова телашца.
Тимус је горњом ивицом стернума (грудна кост) подељен на вратни и грудни део.

### Вратни део тимуса
То је мањи део и чини око једну трећину грудне жлезде. Налази се између површног (лат. lamina superfacialis) и средњег листа (лат. lamina pretrahealis) фасције (омотача) врата. Са горње стране досеже до доње ивице штитне жлезде. Испред вратног дела грудне жлезде налазе се мишићи подјезичне кости, а иза душник и лимфни чворови врата. Бочно и позади са обе стране леже заједничке каротидне артерије.

### Грудни део тимуса
Овај део је смештен у предњем делу медијастинума и досеже до нивоа 4. ребра. Горњи део ове половине належе директно на грудну кост, док се доњи део наслања на предњи синус (лат. recessus costomediastinalis) плућне марамице. Бочно лежи медијастинални синус плућне марамице. Позади тимус належе на горњи део срчане марамице (перикард) и велике крвне судове грудног коша: горњу шупљу вену, брахиоцефаличне вене, леву поткључну артерију, и леву заједничку каротидну артерију. Иза грудног дела тимуса пролазе и оба пречажна живца (лат. Nevus phrenicus) и леви вагус (лат. Nervus vagus)

## Крвни судови тимуса
Грудну жлезду снабдевају кисеоником и хранљивим материјама мале тимусне атрерије (лат. rami thumici), које се најчешће издвајају из унутрашње грудне артерије (лат. a. thoracica interna). Неке мање артерије које снабдевају тимус потичу и од доње штитне артерије.
Вене тимуса су мале и одводе крв највећим делом у леву брахиоцефаличну вену.

## Улога тимуса
Тимус игра важну улогу у сазревању Т лимфоцита и развоју имунолошке толеранције. Т лимфоцити су одбрамбене ћелије које могу да препознају и елиминишу разне стране факторе. Имунолошке (одбрамбене) ћелије препознају ћелије организма као ”своје” и не реагују против њих, постоји имунолошка толеранција. У противном ако дође до реакције одбрамбених ћелија против сопственог организма долази до настанка аутоимуних болести.
У тимусу се путем апоптозе уклањају они Т лимфоцити који су аутореактивни (антигене сопственог тела препознају као стране), као и они који не реагују у довољној мери ни на један антиген, што представља негативну селекцију. Са друге стране, из тимуса у периферну циркулацију одлазе само они Т лимфоцити који према страним антигенима реагују у довољној мери (позитивна селекција). Ови процеси се одигравају у интеракцији између специјалних антиген-презентујућих ћелија (неке од њих су тзв. ћелије дадиље (енгл. nurse cells) и незрелих Т-лимфоцита.

## Поремећаји функције тимуса
Поремећаји функције тимуса су чест узрок неких аутоимуних болести као нпр. мијастенија гравис. Поремећаји могу бити у смислу хиперплазије (повећање) тимуса, доброћудног тумора тимома и злоћудног тумора, карцином тимуса.